# Chrysogorgia pendula
Chrysogorgia pendula is een zachte koraalsoort uit de familie Chrysogorgiidae. De koraalsoort komt uit het geslacht Chrysogorgia. Chrysogorgia pendula werd in 1902 voor het eerst wetenschappelijk beschreven door Versluys.